# Jantar (szybowiec)

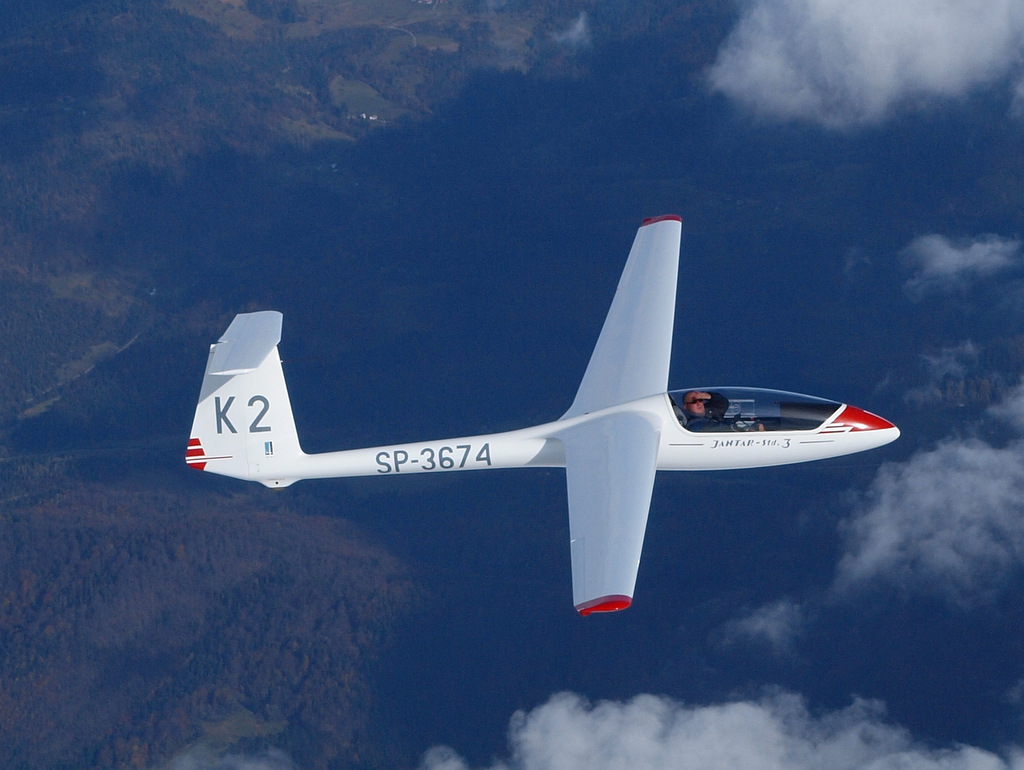
Szybowiec Jantar Standard 3 w locie

Jantar – rodzina polskich szybowców laminatowych produkowanych przez Szybowcowy Zakład Doświadczalny od roku 1972 (SZD-37 Jantar) do chwili obecnej (SZD-59 Acro). Jantar był pierwszym polskim szybowcem wykonanym z laminatów szkło-epoksydowych.
Wraz z typami pokrewnymi, rodzina obejmuje 26 wersji szybowców, z których 7 było produkowanych seryjnie, a całkowita produkcja wyniosła ponad 1000 sztuk.